# Belgentier
Belgentier település Franciaországban, Var megyében. Lakosainak száma 2387 fő (2022. január 1.). Belgentier Méounes-lès-Montrieux, Cuers és Solliès-Toucas községekkel határos.

## Népesség
A település népességének változása:
| Lakosok száma | 2440 | 2435 | 2465 | 2429 | 2428 | 2423 | 2411 | 2399 | 2387 |
|               | 2013 | 2015 | 2016 | 2017 | 2018 | 2019 | 2020 | 2021 | 2022 |